# Clina (hidrología)

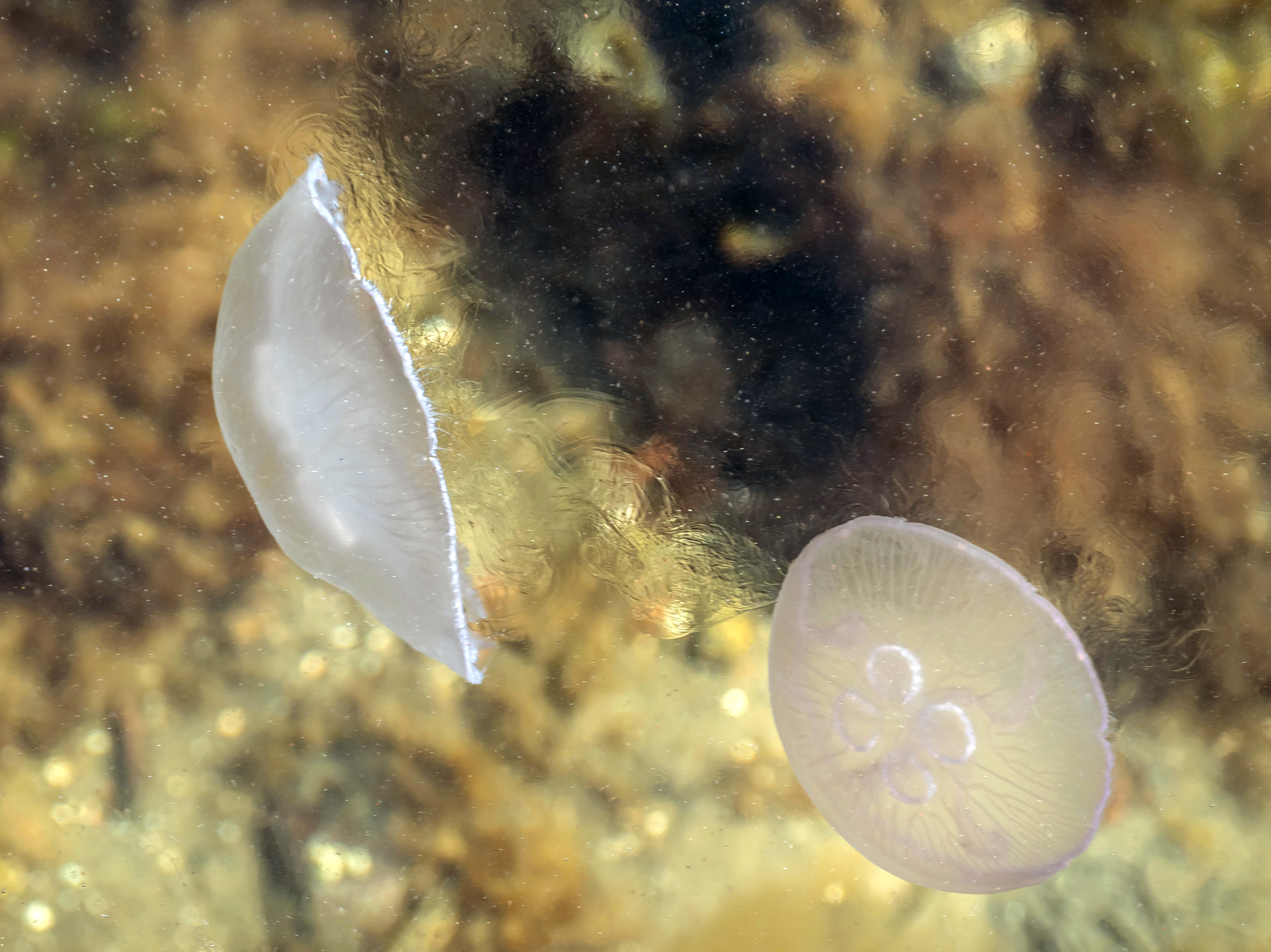
Dos medusas de luna que perturban una termoclina en la capa de agua superior de Gullmarn fjord, Suecia

En dinámica de las masas de agua, ciencias y tecnologías relacionadas, una clina (del griego κλίνειν klinein: "apoyado, inclinado") es una capa comparativamente delgada, por lo general horizontal, dentro de un fluido, en la que las propiedades del fluido varían mucho en una distancia vertical relativamente corta.
La variación en el espacio de las variables físicas, químicas y biológicas, se explica fundamentalmente por los siguientes factores:
- A. El gradiente vertical.
- B. La estabilidad de la columna de agua.
- C. La alternancia de periodos.[1]

Algunos ejemplos de clinas comunes en estudios de ciencias acuáticas:
- Quimioclina - Gradiente químico
- Haloclina - Gradiente de salinidad
- Pycnoclina - Gradiente de densidad
- Termoclina - Gradiente de temperatura.[2]